# Artur Balder
Artur Balder (Alicante, 14 de agosto de 1974) é um cineasta e escritor americano com ascendência espanhola.

 Ele é um dos vencedores do New York Latin ACE Awards.
Ele é mais conhecido por sua série de ficção Teutoburg Series do militarismo romano, nos territórios do Império Romano nos limites da Germânia Magna, cobrindo a segunda invasão da Germânia e a campanha subsequente prolongado realizada pela dinastia Júlio-Claudiana. Até o momento, existem quatro livros da série. É a obra de ficção mais longa e extensa sobre o herói germânico Armínio, o Crepúsculo. Todos os quatro episódios da Saga Teutoburg foram distinguidos como "tempo de vida texto sagrado da religião Ásatrú" por Comunidade Odinista da Espanha - Ásatrú, Espanha, 2014.
Ele também escreveu uma outra série, Chronicles of Widukind, enfocando o rebelde saxão Widukind e Carlos Magno, cujo título em primeiro lugar, The Codex of the Sword, foi publicado em 2010. O segundo volume, The lords of Earth, foi lançado em 2012 e o terceiro volume The Spear of Destiny foi lançado em maio de 2013. Ele também é um cineasta e é responsável pelas investigações sobre Little Spain, o autor tem vários documentários que mostram pela primeira vez a história da imigração espanhola na cidade de Nova Iorque.
Seu documentário sobre arte contemporânea Ciria pronounced thiria estreou em maio de 2013 pelo MoMA, em Nova Iorque, patrocinado pela empresa de telecomunicações espanhola Telefónica, e pelo Martin Gropius Bau, em Berlim, em Novembro de 2013.